# PGC 10350
LEDA/PGC 10350 ist eine Galaxie im Sternbild Waldfisch südlich der Ekliptik. Sie ist schätzungsweise 188 Millionen Lichtjahre von der Milchstraße entfernt und hat einen Durchmesser von etwa 40.000 Lichtjahren. Vom Sonnensystem aus entfernt sich das Objekt mit einer errechneten Radialgeschwindigkeit von näherungsweise 4.200 Kilometern pro Sekunde.
Im selben Himmelsareal befinden sich unter anderem die Galaxien NGC 1070, PGC 10360, PGC 10392, PGC 3095596.